# Тирозинкіназа
Тирозинкіназа, тирозин-специфічна протеїнкіназа (англ. tyrosine kinase) — фермент підкласу протеїнкіназ, групи кіназ (фосфотрансферази). Тирозинкінази каталізують перенесення фосфатного залишку від АТФ на тирозиновий залишок специфічних клітинних білків-мішеней. Тирозинкінази — одна з найважливіших ланок у системі передачі сигналів в клітині  . 
Крім своєї необхідності для здорових клітин цей фермент сприяє і розростанню пухлин, і для боротьби з цим процесом фармакологи розробляють новітні препарати — інгібітори тирозинкіназ, які використовуються для таргетної терапії раку (від англ. target "мішень, мета").

## Структура
Залежно від структури і локалізації в клітині, виділяють 2 великі групи тирозинкіназ: 
- рецепторні тирозинкінази, до яких належать тирозинкінази, що вбудовані в клітинну мембрану (КФ 2.7.10.1 [Архівовано 7 травня 2020 у Wayback Machine.]). У таких тирозинкіназ є позаклітинний домен, що виконує функцію рецептора і специфічно зв'язується з гормонами або іншими сигнальними речовинами; каталітичний домен, який перебуває на внутрішній стороні клітинної мембрани, і трансмембранний домен, що закріплює тирозинкіназу в клітинній мембрані і передає сигнал від рецепторного домену до каталітичного. При зв'язуванні ліганда тирозинкіназа активується і переносить фосфатну групу від АТФ на гідроксильну групу тирозинового залишку в молекулі білка [1] [2]. У людини виявлено 20 підродин рецепторних тирозинкіназ, в які входять 58 ферментів.
- цитоплазматичні тирозинкінази, що знаходяться в цитоплазмі, ядрі, ендоплазматичному ретикулумі та інших частинах клітини (( КФ 2.7.10.2 [Архівовано 7 травня 2020 у Wayback Machine.] ). У геномі людини виявлено 32 різноманітні тирозинкінази цієї групи, що об'єднані в 10 родин.

## Функції
До родини тирозинкіназ належать рецептори інсуліну, рецептори факторів росту, включаючи тромбоцитарний фактор росту і фактор росту епідермісу. При активації рецептори з тирозинкіназною активністю можуть фосфорилювати самі себе. Таке автофосфорилювання, зазвичай поєднане з формуванням димерів рецептора, підвищує активність ферменту за типом позитивного зворотного зв'язку . Активована тирозинкіназа фосфорилює різні білки-мішені, що призводить до змін мембранного транспорту, транскрипції генів і інших клітинних процесів. 